# Caloptilia rhusina
Caloptilia rhusina là một loài bướm đêm thuộc họ Gracillariidae. Nó được tìm thấy ở Nam Phi.
Ấu trùng ăn Rhus lucida. Chúng có thể ăn lá nơi chúng làm tổ.